# 페더급 (종합격투기)

## 페더급 (종합격투기)
페더급(Featherweight)은 종합격투기(MMA)에서 밴텀급과 라이트급 사이에 위치한 체급이다. 스피드와 테크닉, 파워의 균형이 특징이며 UFC를 포함한 주요 단체에서 인기 있는 체급 중 하나이다.

## 체급 기준
- UFC 기준: 136파운드(61.7kg) 초과 ~ 145파운드(65.8kg) 이하
- ONE 챔피언십 기준: 155파운드(70.3kg) 이하 (수분 감량 금지 시스템 적용)
- 벨라토르 MMA 기준: UFC와 동일 (145파운드 이하)

## 특징
페더급은 타 체급보다 운동량이 많고 경기 템포가 빠르다. 대부분의 페더급 파이터는 뛰어난 풋워크, 정밀한 타격, 유연한 그라운드 전환 능력을 갖추고 있어 화려한 경기 양상을 자주 보여준다.

## 주요 선수
- 일리아 토푸리아 – 현 UFC 페더급 챔피언
- 맥스 할로웨이 – 전 UFC 챔피언, 타격 중심의 페더급 대표 파이터
- 알렉산더 볼카노프스키 – 전 UFC 챔피언
- 브라이언 오르테가
- 야이르 로드리게스
- 조시 에미트
- 기가 치카제

## UFC 페더급 챔피언 목록
| 선수                  | 국적     | 타이틀 획득일    | 대회               |
| --------------------- | -------- | ---------------- | ------------------ |
| Jose Aldo             | 브라질   | 2010년 11월 20일 | UFC 123 (WEC 통합) |
| Conor McGregor        | 아일랜드 | 2015년 12월 12일 | UFC 194            |
| Max Holloway          | 미국     | 2017년 6월 3일   | UFC 212            |
| Alexander Volkanovski | 호주     | 2019년 12월 14일 | UFC 245            |
| Ilia Topuria          | 스페인   | 2024년 2월 17일  | UFC 298            |

## 관련 문서
- 종합격투기
- UFC
- 밴텀급 (MMA)
- 라이트급 (MMA)
- 맥스 할로웨이
- 일리아 토푸리아
- 알렉산더 볼카노프스키